# Война в защиту республики
Война в защиту республики (кит. трад. 護國戰爭, упр. 护国战争) — гражданская война, шедшая в Китае в 1915—1916 годах. Причиной войны стало самопровозглашение Юань Шикая императором. Тремя годами ранее пала Империя Цин и была основана Китайская Республика. После самопровозглашения военные командиры Тан Цзияо, Цай Э и Ли Лецзюнь объявили о независимости провинции Юньнань и послали войска против Юань Шикая. В битвах армия Юаня потерпела несколько поражений, из-за чего несколько южных провинций также объявили о своей независимости. Под таким давлением Юань Шикай был вынужден отречься и несколько месяцев спустя умер.

## Предыстория
После того, как Юань Шикай в 1913 году спланировал убийство Сун Цзяожэня, глава Гоминьдана Сунь Ятсен объявил о Второй революции (кит. 二次革命). Революция провалилась, и Сунь Ятсену пришлось бежать в Японию, а Гоминьдан был объявлен вне закона. С августа 1915 года сторонники Юаня стали требовать реставрации монархии. 12 декабря того же года Юань Шикай стал императором Китайской империи.

## Ход событий

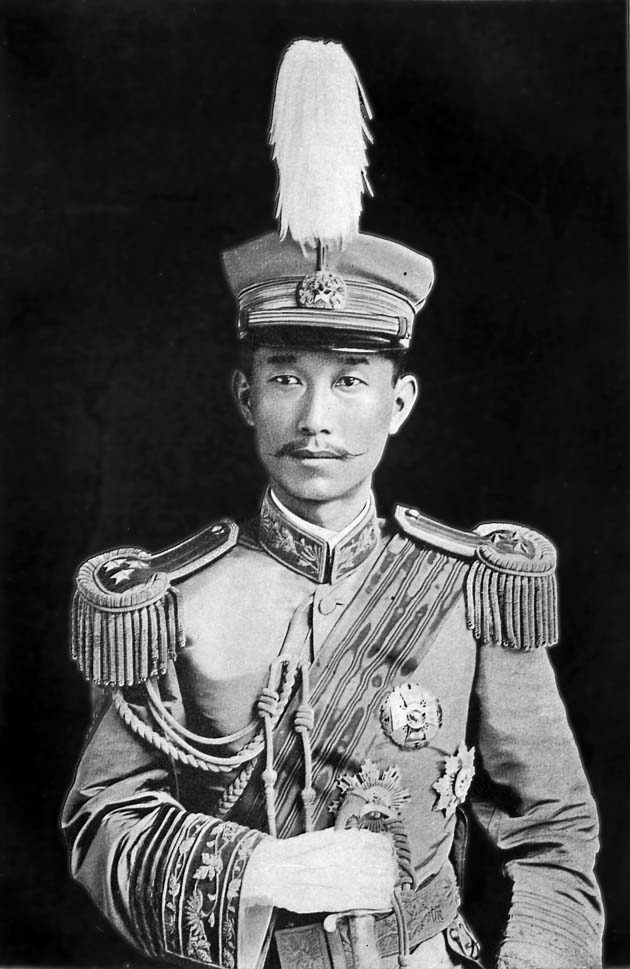
Цай Э

25 декабря юньнаньские генералы Цай Э и Тан Цзияо объявили о независимости провинции. Они создали Армию республики и послали её на войну с Юань Шикаем. В Шанхае попытку антиправительственного восстания предпринял один из основателей Гоминьдана Чэнь Цимэй. Юань послал 80 тысяч человек на атаку Юньнаня, но его войска потерпели крупное поражение в провинции Сычуань. В феврале-марте 1916 года Гуйчжоу и Гуанси также объявили о своей независимости; за ними последовали провинции Гуандун, Шаньдун, Хунань, Шаньси, Цзянси и Цзянсу. Разногласия появились даже в правительстве, находившемся в Пекине. Столкнувшись с таким давлением, Юань Шикай был вынужден отречься, что и произошло 22 марта 1916 года. После этого отделившиеся провинции вновь вошли в состав страны.

## Последствия

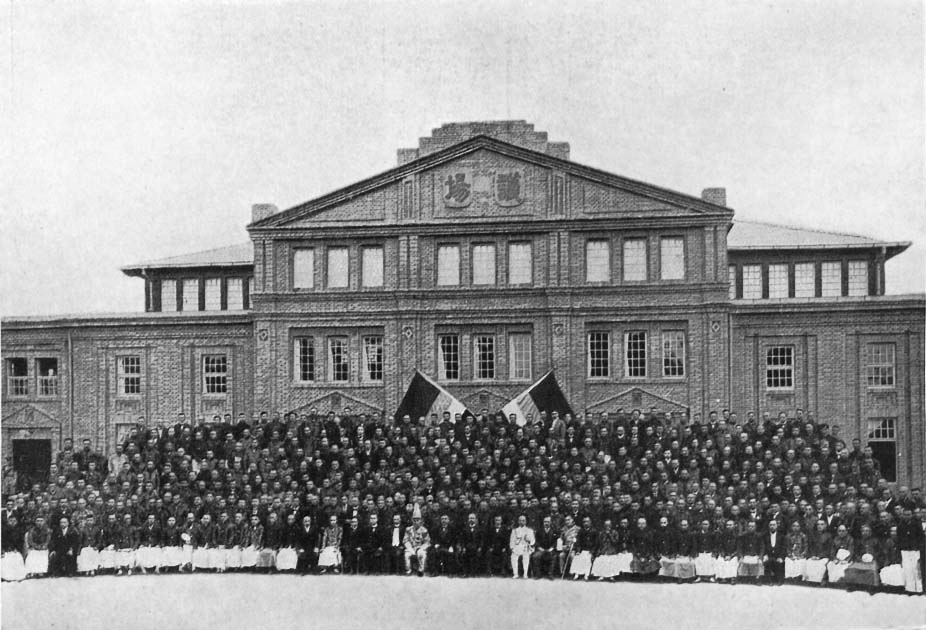
Открытие после войны Государственной ассамблеи Китайской Республики в Пекине. 1 августа 1916 года

Эта война стала началом разделения севера и юга страны после провозглашения Китайской Республики. Юань Шикай был законным президентом, но его попытке стать императором помешали милитаристы из южных провинций. Даже после реставрации республики Бэйянское правительство больше не могло их контролировать. После смерти Юань Шикая оно полностью утратило контроль, и началась внутриправительственная борьба между представителями клик. Тем временем Сунь Ятсен установил в Гуанчжоу военное правительство, что привело к возникновению движения в защиту Конституции.
Борьба клик продолжалась до Северного похода и войны центральных равнин, когда Чан Кайши объединил Китай перед началом Японо-китайской войны.